# 张秋阳
张秋阳（1954年9月—），男，河北无极人，中华人民共和国政治人物，曾任中共牡丹江市委书记，中共黑龙江省委常委、秘书长、省委直属机关工委书记。